# Harakmbet
Harakmbet (Mashco), ime jezicima kojima se služe Harakmbut plemena, često nazivana i Mashco. Pod imenom Tuyoneiri ili Tuyuneri navode se kao posebna porodica. Harakmbet jezici pripisuju se i velikoj porodici Arawakan. Predstavnici su im:
- Amarakairi (Amarakaeri) na rijekama Colorado, Madre de Dios, Pukiri i Wasorokwe:
  - Kareneri,
  - Kochimberi,
  - Küpondirideri,
  - Wakitaneri,
  - Wintaperi,
- Arasairi (Arasaeri), na río Arasara.
- Huachipaire (Huachipaeri, Wachipaeri), na río Keros (Q'eros) pritok Madre de Dios
- Kisambaeri,
- Sapiteri ili Sirineri, río Pukiri, možda su Arawaki.
- Toyeri (Toyoeri, Tuyuneri), Madre de Dios.
  - Manuquiari (ili podgrupa Huachipaera)
  - Pukirieri (ili podgrupa Arasaira).

## Jezici
Porodica obuhvaća dva jezika: amarakaeri [amr] (Peru); huachipaeri [hug] (Peru).

## Vanjke poveznice
- Harakmbet (14th)
- Harakmbet (15th)
- Harakmbet
- Language Family Trees: Harakmbet
- The Social Construction of Ethnic Groups and Indigenous Peoples in the Southeastern Peruvian Amazonia  Arhivirana inačica izvorne stranice od 18. veljače 2021. (Wayback Machine)
- Andrew Gray, The Arakmbut of Amazonian Peru